# En blomma uti öknen stod
En blomma uti öknen stod är en psalm i nio verser av Samuel Johan Hedborn från 1813 som ursprungligen hade titelraden När världens hopp förtvinat stod. När Augustin Mannerheim bearbetade psalmen 1979 till 1986 års psalmbok ändrades titelraden och psalmen blev en vers kortare.
Musik komponerad av den tyske prästen Johannes Rhau 1589, dvs långt innan psalmen skrevs.

## Publicerad som
- Nr 146 i 1819 års psalmbok med titelraden "När världens hopp förtvinat stod" under rubriken "Nådens medel: Ordet: Evangelium".
- Nr 92 i Sionstoner 1935 med samma titelrad, under rubriken "Frälsningens grund i Guds kärlek och förverkligande genom Kristus".
- Nr 33 i 1937 års psalmbok med samma titelrad, under rubriken "Guds härlighet i Kristus".
- Nr 347 i Svenska kyrkans egen del av 1986 års psalmbok under rubriken "Jesus, vår Herre och broder".
- Nr 270 i Finlandssvenska psalmboken 1986 med titelraden "När världens hopp förtvinat stod" under rubriken "Guds nåd i Kristus".
- Nr 44 i Lova Herren 1988 med titelraden "När världens hopp förtvinat stod" under rubriken "Frälsningen i Kristus".